# トロイ・ダグラス
トロイ・ダグラス（Troy Douglas、1962年11月30日 ‐ ）は、オランダの元陸上競技選手。2003年パリ世界選手権男子4×100mリレーの銅メダリストである。
北大西洋に浮かぶイギリス領バミューダ諸島が生んだ世界レベルのスプリンター。1998年にオランダ国籍を取得するまでバミューダ諸島代表として活躍し、1995年バルセロナ世界室内選手権男子200mで銀メダルを獲得。同じようにバミューダ諸島代表として国際大会で活躍した走高跳のクラレンス・サンダース、三段跳のブライアン・ウェルマンと共に「三銃士」と呼ばれた。オランダ国籍取得後は、2003年パリ世界選手権男子4×100mリレーで銅メダルを獲得し、オランダに4×100mリレー（女子も含め）初のメダルをもたらした。なお、この時のダグラスの年齢は40歳274日で、これは4×100mリレーにおける最年長メダリスト記録である。この他にも、オリンピック4×100mリレーの最年長出場記録（41歳271日）、世界選手権男子200mの最年長出場記録（40歳270日）など、主要国際大会での最年長出場記録を保持している。200m、室内50mの40歳以上世界最高記録保持者、100m、室内60mの元40歳以上世界最高記録保持者でもある。

## 経歴
1995年3月、バルセロナ世界室内選手権男子200mに出場すると、準決勝を20秒93のバミューダ諸島記録（当時）で突破。決勝ではゲイル・モーエン（20秒58）に次ぐ20秒94の2位に入り、全ての種目を通じてバミューダ諸島史上2人目の世界室内選手権のメダリスト、トラック種目では史上初のメダリストとなった。また、32歳101日でメダルを獲得したドグラスは、世界室内選手権男子200mにおける最年長メダリストとなった。
1997年3月、パリ世界室内選手権男子200mに出場すると、予選を20秒77のバミューダ諸島記録で突破。準決勝も突破して2大会連続となる決勝に進出したが、決勝は21秒22の4位に終わり、3位のフランシス・オビクウェルとは0秒12差で2大会連続のメダルを逃した。しかし、34歳98日で決勝の舞台に立ったドグラスは、世界室内選手権200mにおける最年長ファイナリストとなった。
1997年8月、アテネ世界選手権男子200mに出場すると、初めて準決勝に進出した。準決勝では組4着までに入れば初の決勝進出だったが、結果は20秒43（-0.2）の組5着に終わり、組4着の選手とは0秒01差で惜しくも決勝進出を逃した。
2003年8月、パリ世界選手権男子4×100mリレー決勝でオランダチーム（Timothy Beck、ダグラス、パトリック・ファン・バルコム、Caimin Douglas）の2走を務めると、38秒87をマークして4位（当時）に入った。その後、2位のイギリスがドウェイン・チェンバースのドーピング処分によりメダルを剥奪されたため、オランダが繰り上がり銅メダルを手にした。40歳274日でメダルを獲得したドグラスは、世界選手権4×100mリレーにおける最年長メダリスト、最年長ファイナリスト、男子最年長出場選手となった。
2004年8月、アテネオリンピック男子4×100mリレー予選でオランダチーム（Timothy Beck、ダグラス、パトリック・ファン・バルコム、Caimin Douglas）の2走を務めたが、途中棄権に終わり決勝には進めなかった。しかし、41歳271日で出場したドグラスは、オリンピック4×100mリレーにおける最年長出場選手となった。

## 記録
記録欄の（　）内の数字は風速（m/s）で、+は追い風を意味する。

### タイム
| 種目 | 記録                 | 年月日                      | 場所                  | 記録                                          |
| 屋外 | 屋外                 | 屋外                        | 屋外                  | 屋外                                          |
| ---- | -------------------- | --------------------------- | --------------------- | --------------------------------------------- |
| 100m | 10秒19 (+0.6) (+0.2) | 2001年8月31日 2001年8月17日 | ベルリン チューリッヒ | 自己ベスト 元オランダ記録                     |
| 100m | 10秒29 (+1.9)        | 2003年6月7日                | ライデン              | 元40歳以上世界最高記録                        |
| 100m | 10秒09               | 2001年8月4日                | エドモントン          | 風速計故障で参考記録                          |
| 200m | 20秒19 (+0.8)        | 2001年9月2日                | リエーティ            | 自己ベスト 元オランダ記録                     |
| 200m | 20秒30 (+1.2)        | 1997年8月22日               | ブリュッセル          | バミューダ諸島記録                            |
| 200m | 20秒64 (+1.3) (+0.7) | 2003年8月9日 2003年8月27日  | ユトレヒト パリ       | 40歳以上世界最高記録                          |
| 300m | 33秒16               | 2001年5月5日                | リッセ                | 自己ベスト                                    |
| 400m | 45秒26               | 1996年7月27日               | アトランタ            | 自己ベスト バミューダ諸島記録                 |
| 室内 |                      |                             |                       |                                               |
| 50m  | 5秒96+               | 2003年1月25日               | ザイドブルク          | 自己ベスト 40歳以上世界最高記録 60mの途中計時 |
| 60m  | 6秒70                | 1999年1月20日               | デン・ハーグ          | 自己ベスト                                    |
| 60m  | 6秒78                | 2003年1月25日               | ザイドブルク          | 元40歳以上世界最高記録                        |
| 200m | 20秒77               | 1997年3月7日                | パリ                  | 自己ベスト バミューダ諸島記録                 |
| 400m | 47秒15               | 1994年3月8日                | ストックホルム        | 自己ベスト バミューダ諸島記録                 |

### 最年長記録
| 大会                 | 種目     | 記録                                                 | 年齢      | 結果         | 年月日        | 場所         | 備考            |
| 世界大会             | 世界大会 | 世界大会                                             | 世界大会  | 世界大会     | 世界大会      | 世界大会     | 世界大会        |
| -------------------- | -------- | ---------------------------------------------------- | --------- | ------------ | ------------- | ------------ | --------------- |
| オリンピック         | 4x100mR  | 最年長出場                                           | 41歳271日 | 予選途中棄権 | 2004年8月27日 | アテネ       | [ 7 ]           |
| 世界選手権           | 100m     | 元男子最年長出場                                     | 38歳248日 | 準決勝敗退   | 2001年8月5日  | エドモントン | [ 8 ] [ 注 6 ]  |
| 世界選手権           | 200m     | 男子最年長出場                                       | 40歳270日 | 2次予選敗退  | 2003年8月27日 | パリ         | [ 9 ]           |
| 世界選手権           | 4x100mR  | 最年長メダリスト 最年長ファイナリスト 男子最年長出場 | 40歳274日 | 3位          | 2003年8月31日 | パリ         | [ 9 ]           |
| 世界室内選手権       | 200m     | 男子最年長メダリスト                                 | 32歳101日 | 2位          | 1995年3月11日 | バルセロナ   | [ 10 ]          |
| 世界室内選手権       | 200m     | 最年長ファイナリスト                                 | 34歳98日  | 4位          | 1997年3月8日  | パリ         | [ 10 ]          |
| ヨーロッパ大会       |          |                                                      |           |              |               |              |                 |
| ヨーロッパ選手権     | 100m     | 男子最年長出場                                       | 39歳250日 | 準決勝敗退   | 2002年8月7日  | ミュンヘン   | [ 11 ]          |
| ヨーロッパ選手権     | 200m     | 最年長ファイナリスト 最年長出場                      | 39歳252日 | 7位          | 2002年8月9日  | ミュンヘン   | [ 11 ]          |
| ヨーロッパ選手権     | 4x100mR  | 男子最年長出場                                       | 39歳253日 | 予選途中棄権 | 2002年8月10日 | ミュンヘン   | [ 11 ]          |
| ヨーロッパ室内選手権 | 60m      | 元男子最年長出場                                     | 39歳92日  | 予選敗退     | 2002年3月2日  | ウィーン     | [ 12 ] [ 注 7 ] |

## 主要大会成績
備考欄の記録は当時のもの
| 年         | 大会                            | 場所               | 種目       | 結果       | 記録            | 備考                                                                          |
| バミューダ | バミューダ                      | バミューダ         | バミューダ | バミューダ | バミューダ      | バミューダ                                                                    |
| ---------- | ------------------------------- | ------------------ | ---------- | ---------- | --------------- | ----------------------------------------------------------------------------- |
| 1988       | オリンピック                    | ソウル             | 200m       | 準決勝     | 20秒84          | バミューダ諸島最高成績 (2組8着)                                               |
| 1988       | オリンピック                    | ソウル             | 400m       | 2次予選    | 46秒28          |                                                                               |
| 1989       | 世界室内選手権                  | ブダペスト         | 200m       | 予選       | 21秒94          |                                                                               |
| 1989       | 世界室内選手権                  | ブダペスト         | 400m       | 予選       | 48秒46          |                                                                               |
| 1990       | コモンウェルスゲームズ (en)     | オークランド       | 200m       | 2次予選    | 21秒21          |                                                                               |
| 1990       | コモンウェルスゲームズ (en)     | オークランド       | 400m       | 準決勝     | 48秒15          |                                                                               |
| 1991       | 世界室内選手権                  | セビリア           | 200m       | 準決勝     | 21秒78          |                                                                               |
| 1991       | 世界選手権                      | 東京               | 200m       | 1次予選    | DQ              |                                                                               |
| 1991       | 世界選手権                      | 東京               | 400m       | 1次予選    | DNS             |                                                                               |
| 1992       | オリンピック                    | バルセロナ         | 400m       | 準決勝     | 45秒59          | バミューダ諸島最高成績 (1組6着)                                               |
| 1992       | ワールドカップ (en)             | ハバナ             | 400m       | 8位        | 47秒43          |                                                                               |
| 1992       | ワールドカップ (en)             | ハバナ             | 4x400mR    | 2位        | 3分02秒95 (3走) | アメリカ大陸代表の混成チーム                                                  |
| 1993       | 世界室内選手権                  | トロント           | 400m       | 予選       | 47秒55          |                                                                               |
| 1993       | 世界選手権                      | シュトゥットガルト | 400m       | 2次予選    | 45秒57          | バミューダ諸島最高成績 (3組5着)                                               |
| 1994       | コモンウェルスゲームズ (en)     | ビクトリア         | 200m       | 8位        | 20秒71          |                                                                               |
| 1995       | 世界室内選手権                  | バルセロナ         | 200m       | 2位        | 20秒94          | 最年長メダリスト記録 バミューダ諸島最高成績 準決勝20秒93：バミューダ諸島記録  |
| 1995       | 世界選手権                      | イェーテボリ       | 200m       | 1次予選    | DQ              |                                                                               |
| 1996       | オリンピック                    | アトランタ         | 200m       | 2次予選    | 20秒63 (+0.7)   |                                                                               |
| 1996       | オリンピック                    | アトランタ         | 400m       | 準決勝     | 46秒33 (+0.7)   | 2次予選45秒26：バミューダ諸島記録                                             |
| 1997       | 世界室内選手権                  | パリ               | 200m       | 4位        | 21秒22          | 最年長ファイナリスト記録 予選20秒77：バミューダ諸島記録                       |
| 1997       | 中央アメリカ・カリブ選手権 (en) | サンフアン         | 200m       | 3位        | 20秒88          |                                                                               |
| 1997       | 世界選手権                      | アテネ             | 200m       | 準決勝     | 20秒43 (-0.2)   | ミューダ諸島最高成績 (2組5着)                                                 |
| オランダ   |                                 |                    |            |            |                 |                                                                               |
| 1998       | ヨーロッパ選手権 (en)           | ブダペスト         | 200m       | 決勝       | DQ              |                                                                               |
| 1998       | ワールドカップ (en)             | ヨハネスブルグ     | 200m       | 3位        | 20秒40 (+1.3)   |                                                                               |
| 2001       | 世界選手権                      | エドモントン       | 100m       | 準決勝     | 10秒47 (-1.2)   | 最年長出場記録 2次予選10秒09：風速計故障で参考記録                            |
| 2001       | 世界選手権                      | エドモントン       | 200m       | 2次予選    | 20秒54 (+1.1)   |                                                                               |
| 2002       | ヨーロッパ室内選手権 (en)       | ウィーン           | 60m        | 予選       | 6秒82           | 最年長出場記録                                                                |
| 2002       | ヨーロッパ選手権 (en)           | ミュンヘン         | 100m       | 準決勝     | 10秒36          | 最年長出場記録                                                                |
| 2002       | ヨーロッパ選手権 (en)           | ミュンヘン         | 200m       | 7位        | 20秒73 (-0.5)   | 最年長ファイナリスト記録 最年長出場記録                                       |
| 2002       | ヨーロッパ選手権 (en)           | ミュンヘン         | 4x100mR    | 予選       | DNF (2走)       | 最年長出場記録                                                                |
| 2003       | 世界選手権                      | パリ               | 200m       | 2次予選    | 20秒64 (+0.7)   | 最年長出場記録                                                                |
| 2003       | 世界選手権                      | パリ               | 4x100mR    | 3位        | 38秒87 (2走)    | 最年長メダリスト記録 最年長ファイナリスト記録 最年長出場記録 オランダ最高成績 |
| 2004       | オリンピック                    | アテネ             | 4x100mR    | 予選       | DNF (2走)       | 最年長出場記録                                                                |